# باشگاه فوتبال یونایتد سیتی
باشگاه فوتبال یونایتد سیتی که معمولاً به عنوان سئرس نیگروس یا فقط سئرس شناخته می‌شود، یک باشگاه فوتبال در فیلیپین، شهر باکلود، نگرو غربی و در لیگ فوتبال فیلیپین بازی می‌کند.امید نظری هافبک و امین نظری و معین جعفرپور بغدادآباد مدافع ایرانی هم اکنون عضو این تیم هستند.